# Anton Sminck Pitloo
Anton Sminck Pitloo, parfois connu sous le nom italianisé d'Antonio Pitloo, est un peintre italien d'origine néerlandaise, né à Arnhem, dans les Provinces Unies le 8 mai 1790 et mort à Naples le 22 juin 1837, après avoir participé activement à fonder l'École du Pausilippe.

## Biographie
Anton Sminck Pitloo commença à étudier la peinture à l'école Von Amerton de sa ville natale, puis à Paris, entre 1808 et 1811. Il poursuivit ensuite sa carrière à Rome où il séjourna quelques années, avant de se rendre à Naples où il vécut le reste de sa vie.
En 1820, il épousa Giulia Mori et devint sujet du royaume des Deux-Siciles. Il devint professeur à l'Institut des beaux-arts de Naples où il enseigna l'art du paysage. Il fut à l'origine d'une école anti-académique menée par son disciple Giacinto Gigante, dont le but était de représenter le paysage d'une manière spontanée, en se rendant sur le motif.
Ce mouvement artistique est l'une des premières manifestations de la peinture de paysage en plein air, dont un des précurseurs fut le Français Pierre-Henri de Valenciennes (1750-1819). Il a laissé de nombreux paysages d'une grande finesse et d'une modernité déconcertante, la plupart réalisés sur le motif.
Il meurt à Naples et est enterré au cimetière anglais de Naples.

## Élèves
- Beniamino De Francesco (1815-1869)
- Giuseppe Palizzi (1812-1888)

## Œuvre
- Le Bosquet de Francavilla à Chiatamone (1823-1824), huile sur toile, 44 × 75 cm, Musée de Capodimonte, Naples[2]
- La Grotte de Posillipo près de Naples (1826), huile sur toile, 52 × 39 cm, Rijksmuseum Amsterdam[3]